# Ернані Жорже Сантуш Фортіш
Ернані Жорже Сантуш Фортіш (порт. Hernâni Jorge Santos Fortes, нар. 20 серпня 1991, Лісабон, Португалія) — португальський футболіст, нападник клубу «Аль-Вахда» (Мекка).

## Ігрова кар'єра
Вихованець футбольної школи клубу «Атлетіку» (Лісабон).
У дорослому футболі дебютував 2010 року виступами за команду клубу «Атлетіку» (Лісабон). 
Згодом з 2012 по 2013 рік грав у складі команд клубів «Мірандела» та «Атлетіку» (Лісабон).
Своєю грою за останню команду привернув увагу представників тренерського штабу клубу «Віторія» (Гімарайнш), до складу якого приєднався 2013 року. Спочатку грав за другу команду клубу, а за рік почав грати за основну команду клубу з Гімарайнша.
До складу клубу «Порту» приєднався 2015 року.

## Титули і досягнення
- Чемпіон Греції (1):

«Олімпіакос»: 2015-16
- Володар Кубка Португалії (1):

«Віторія» (Гімарайнш): 2012-13
- Чемпіон Португалії (1):

«Порту»: 2017-18
- Володар Суперкубка Португалії (1):

«Порту»: 2018